# 隋忠诚
隋忠诚（1967年6月—），男，吉林双阳人，中华人民共和国政治人物。吉林大学在职经济学博士毕业。

## 生平
1984年进入武汉水利电力学院水建及施工系水建专业（武汉大学土木建筑工程学院）学习。1988年6月加入中国共产党。
1988年7月参加工作，任吉林省防汛抗旱指挥部办公室技术员、助理工程师。1992年任吉林省防汛抗旱指挥部办公室水库科副科长、科长。1994年任吉林省防汛抗旱指挥部办公室副主任、党总支书记。1999年任吉林省水利厅工管处处长、省防汛抗旱指挥部办公室常务副主任。
2001年任吉林省吉林市副市长。
2003年任吉林省水利厅副厅长。
2004年任共青团吉林省委书记、党组书记，省青联主席（2001年至2006年吉林大学东北亚研究院世界经济专业在职研究生学习，获经济学博士学位）。
2007年任吉林省通化市委副书记、代市长、市长。
2009年任吉林省长春市委常委、副市长，市政府党组副书记 。
2011年5月任吉林省发展和改革委员会主任、党组书记。2013年1月任吉林省人民政府副省长。2013年8月，兼省残联第六届主席团主席。
2017年7月任湖南省人民政府党组成员。2018年1月任湖南省人民政府副省长、党组成员。
2021年11月任中共湖南省委常委、省委统战部部长。